# نادي البطحاء
نادي البطحاء الرياضي هو فريق كرة قدم عراقي مقره في ذي قار، تم تأسيسه في عام 1992، يلعب في الدوري العراقي الدرجة الثالثة.

## روابط خارجية
- نادي البطحاء على Goalzz.com
- أندية العراق - تواريخ التأسيس